# Camas (Washington)
Pour les articles homonymes, voir Camas (homonymie).
La ville de Camas (en anglais [ˈkæməs]) est située dans le comté de Clark, dans l’État de Washington, aux États-Unis. Sa population, qui s’élevait à 19 355 habitants lors du recensement de 2010, est estimée à 25 931 habitants au 1er juillet 2020.

## Source
- (en) Cet article est partiellement ou en totalité issu de l’article de Wikipédia en anglais intitulé « Camas, Washington » (voir la liste des auteurs).

1. ↑  (en) « Camas, Clark, Washington Gazetteer Files » [« Données sur Camas »], sur www2.census.gov (consulté le 8 janvier 2021)
2. ↑  (en) « Camas, Washington - Basic Facts » [« Données sur Camas »], sur washington.hometownlocator.com (consulté le 8 janvier 2021)